# Fowlerville (comté de Livingston, New York)
Pour les articles homonymes, voir Fowlerville.
Fowlerville est une census-designated place du comté de Livingston, dans l'État de New York, aux États-Unis,. En 2020, elle compte une population de 163 habitants.